# カザフスタン文学

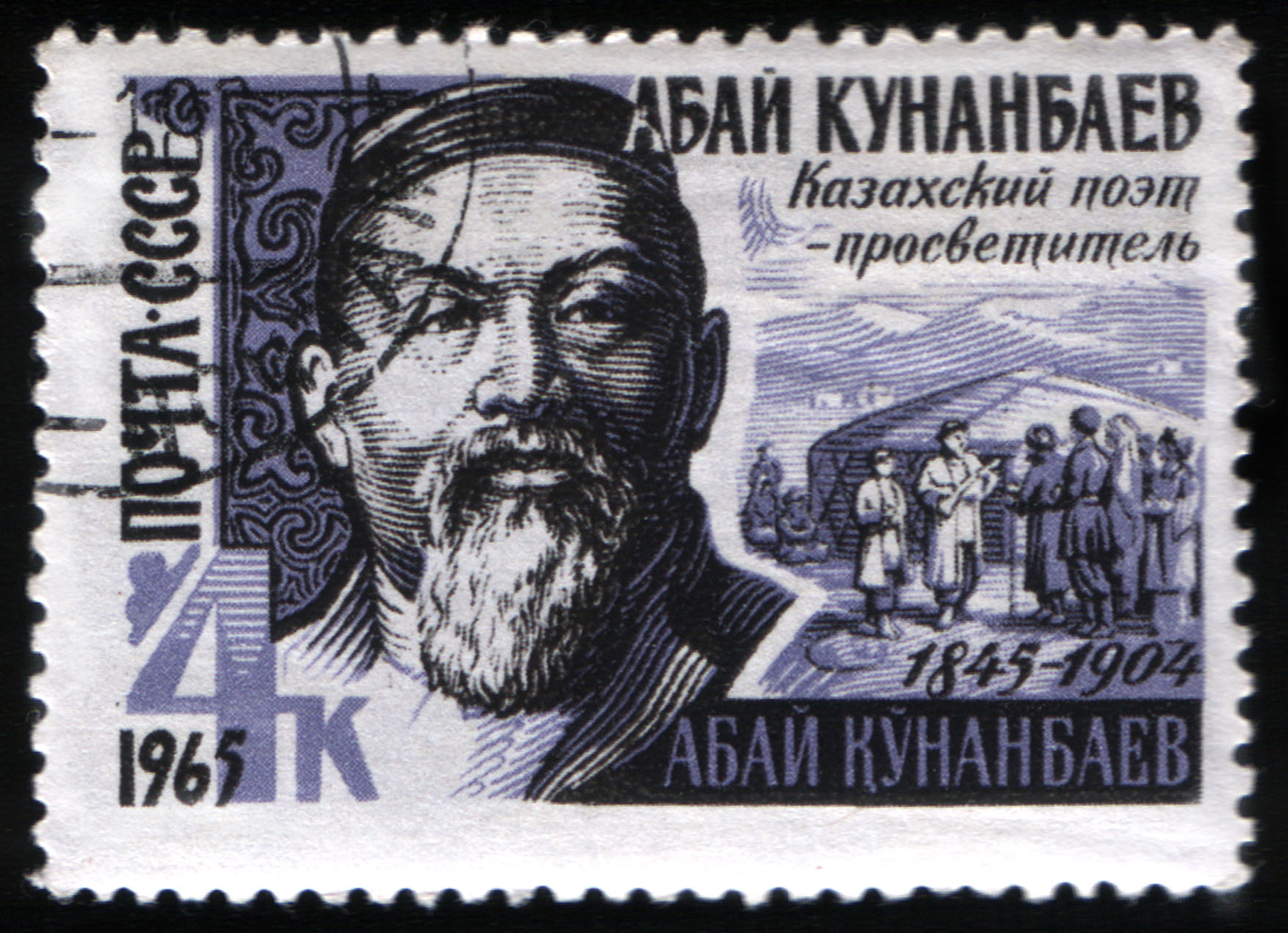
アバイの肖像画が描かれたソビエト連邦の切手

カザフスタン文学 (カザフスタンぶんがく、カザフ語:Қазақ әдебиеті) とは、現代のカザフスタン、カザフ・ソビエト社会主義共和国、ロシア帝国のステップ総督府とトルキスタン総督府、カザフ・ハン国で形成されてきた文学である。この中には。カザフ人により書かれた歴史や文学作品という枠組みだけではなく、カザフスタン領内に住むテュルク部族の文学も含んでいる。

## 中世文学
紀元6世紀から8世紀の中国の文献によると、カザフスタンのテュルク部族は詩の形態による口承文学を有していた。この伝統の痕跡は8世紀に2人のテュルク部族支配者 (カガン) 闕特勤 (キュル・テギン)と毘伽可汗 (ビルゲ・カガン)の支配について石に彫られた記録に見ることができる。
デデ・コルクトの書とオグズ・ナーメ (古代のオグズの王オグズ・カガンの物語) はテュルク部族の伝説的な英雄を描いた文学として最もよく知られている。これらは9世紀頃に作成され、世代間の口承による伝達を経て、14世紀から16世紀にテュルク人の作家により文章として記録された。

## アバイ・クナンバユリ
現代のカザフスタン文学発展に極めて重要な役割を果たした人物として、カザフスタンの民俗文化保存に関する多くの著作を残したアバイ・クナンバユリ (アバイ・クナンバエフとも表記される、カザフ語: Абай Құнанбайұлы) (1845–1904)が挙げられる。アバイの作品で最も有名な作品は「言葉の書」  (カザフ語: қара сөздері, Qara sözderi)と呼ばれる書物で、ロシア帝国の植民地政策を批判し他のカザフ人に教育やリテラシーを推進する哲学的な研究や詩を集めたものとなっている。